# Grinner Ferner

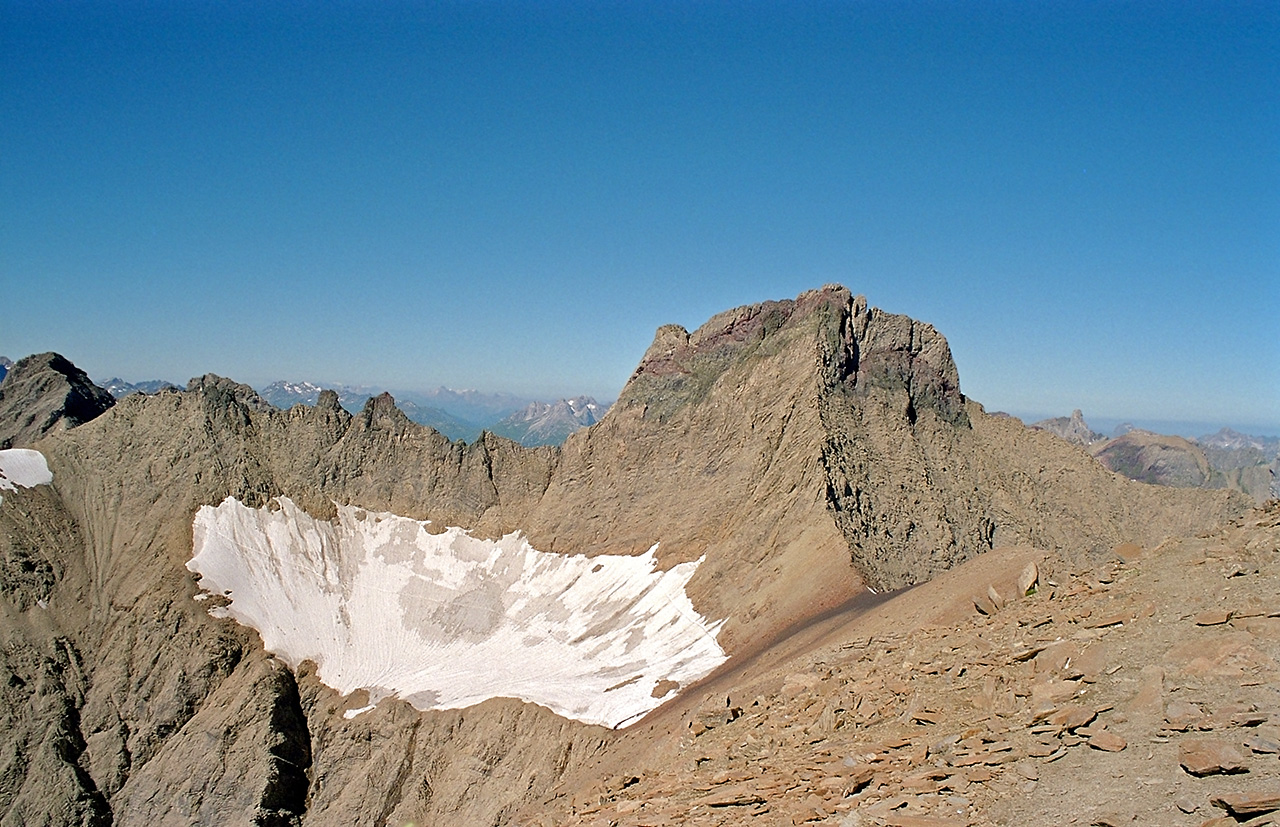
Blik vanaf de Gatschkopf op de Parseierspitze in oktober 2001 met de Grinner Ferner

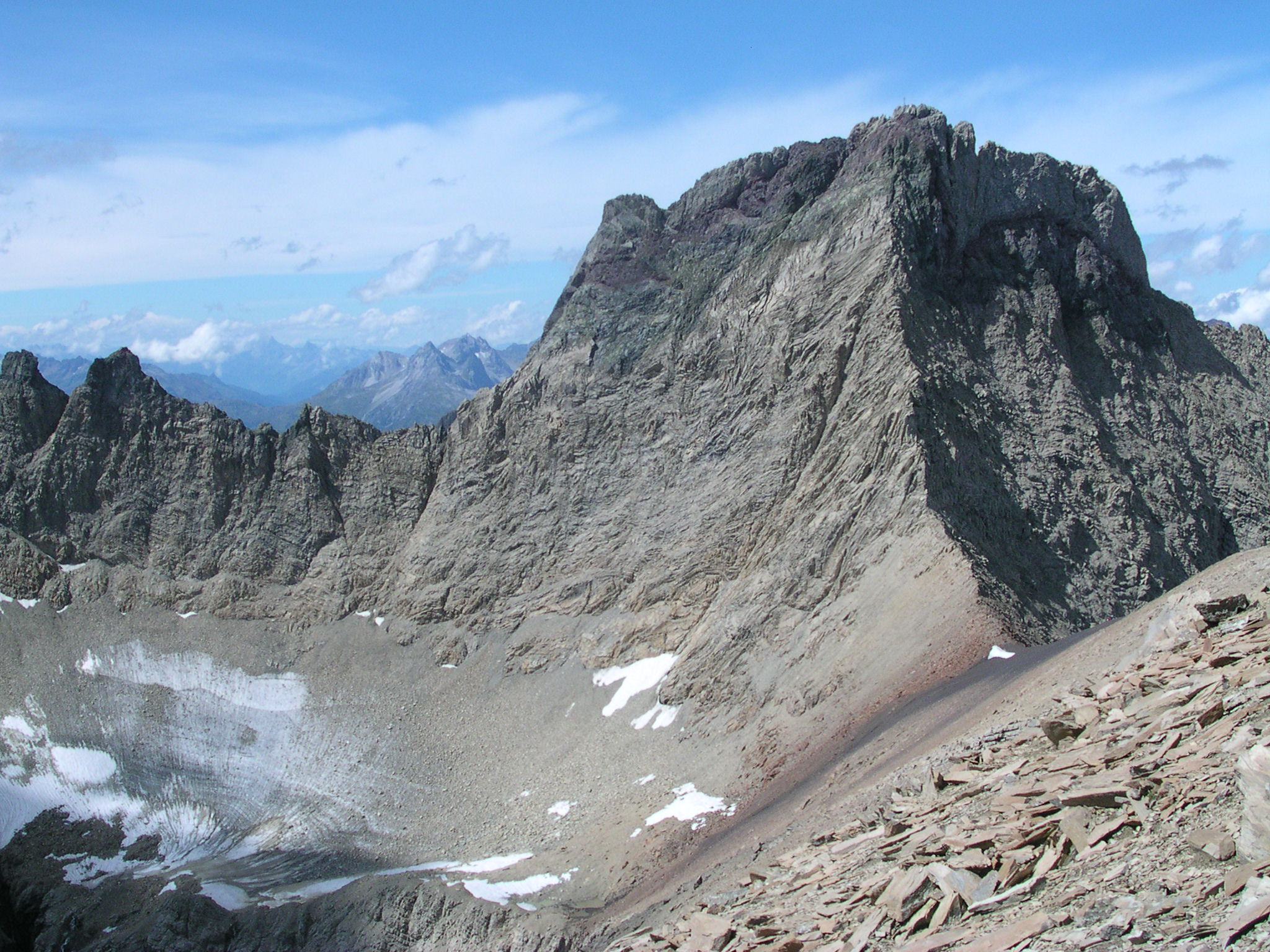
Blik vanaf de Gatschkopf op de Parseierspitze in augustus 2007; de Grinner Ferner is bijna volledig verdwenen.

De Grinner Ferner is een van de weinige gletsjers in de Lechtaler Alpen in de Oostenrijkse deelstaat Tirol. De gletsjer, vernoemd naar de plaats Grins in het Stanzertal, ligt op ongeveer 2800 meter hoogte op de zuidoostelijke flank van de Parseierspitze (3036 meter), de hoogste top van de Lechtaler Alpen. De Grinner Ferner is gelegen op de klimroute Augsburger Höhenweg, die over de nabijgelegen Patrolscharte (2846 meter) voert.
Als gevolg van de opwarming van de aarde is de gletsjer geslonken tot een fractie van de grootte van honderd jaar geleden; met name in het afgelopen decennium is het afsmelten ervan in een stroomversnelling gekomen en wordt de Grinner Ferner meer en meer tot een klein sneeuw- en ijsveld.

Gepatschferner · Grinner Ferner · Gurgler Ferner · Guslarferner · Hintereisferner · Hintertuxer Gletscher · Hochjochferner · Kesselwandferner · Mittelbergferner · Niederjochferner · Pasterze ·  Rettenbachferner · Stubaier Gletscher · Taschachferner · Vernagtferner